# Image and Scanner Interface Specification
ISIS (Image and Scanner Interface Specification) es una interfaz estándar de la industria para tecnologías de escaneo de imágenes, desarrollado por Pixel Translations en 1990 (hoy: EMC captiva).

## General
ISIS es un estándar abierto para el control de escáneres y un entorno de trabajo completo para procesamiento de imágenes. Está soportado por un amplio número de aplicaciones y vendedores de escáneres, llegando a convertirse rápidamente en un estándar industrial de facto. ISIS permite a los desarrolladores de aplicaciones crear complicados sistemas de captura de imágenes de forma rápida y eficaz usando cualquier controlador certificado por ISIS.

## Características
ISIS es modular: permite a las aplicaciones controlar un escáner directamente, o utilizar las rutinas proporcionadas para manejar la mayoría de las situaciones de forma automática. 
ISIS es flexible: usando una interfaz basada en mensajes con etiquetas, puede crecer sin perder compatibilidad. Esto significa que las características, operaciones y formatos no existentes en la actualidad pueden añadirse sin esperar a una nueva versión de la especificación. 
ISIS es una especificación completa: trata todos los temas que una aplicación que usa un escáner debe tratar. Esto incluye tareas como seleccionar, instalar y configurar un escáner nuevo, establecer parámetros específicos del escáner, escanear, leer y escribir archivos, escalado de imágenes, rotación, visualización e impresión. Los controladores ISIS también han sido escritos para preprocesar datos realizando operaciones tales como conversión a escala de grises de forma dinámica.
ISIS sobresale por la velocidad de procesado. Lo hace enlazando controladores entre sí en una arquitectura en pipeline para que los datos fluyan desde el controlador del escáner al controlador de compresión, al controlador de empaquetado, al archivo, al visualizador o impresora en una trama continua, normalmente sin necesidad de procesar más que una pequeña porción de la imagen completa. Debido a que los controladores ISIS se disponen en una pipeline cuando son utilizados, cada controlador se especializa en realizar una sola función. Los controladores normalmente son pequeños y modulares, lo que significa que ISIS permite nuevas funcionalidades en una aplicación con modificaciones muy pequeñas.